# Катакура Кита
Катакура Кита (яп. 片倉喜多; 1538 — июль 1610) — японская знатная дама периода Сэнгоку, вассал рода Датэ. Она была дочерью Онинивы Ёсинао и госпожи Наоко, сводной сестрой Катакуры Кагэцуны и Онинивы Цунамото. Катакура Кита имела широкие познания в различных областях, была стратегом и обладала хорошими боевыми навыками. Она была кормилицей Датэ Масамунэ, а также наставницей его и Кагэцуны. Кита наиболее прославилась тем, что была ценным политическим советником, посвятившим себя делам клана Датэ, и принимала активное участие в принятии политических и стратегических решений Масамунэ.

## Биография
Катакура Кита происходила из кланов Онинива и Катакура, служивших местному властителю Датэ Тэрумунэ в регионе Тохоку (северная Япония). Когда Наоко родила её, наложница её отца родила мальчика — Ониниву Цунамото. В итоге наложница стала официальной женой Онинивы Ёсинао, который развёлся с Наоко. Та сошлась с Катакурой Кагэнагой, и в 1557 году она родила сводного брата Киты — Катакуру Кагэцуну.
Из-за сложных обстоятельств жизни Кита проявила большой интерес и имела склонность как к занятию боевыми искусствами, так и к военным навыкам. Она стала наставницей своего младшего сводного брата, который позднее встал во главе клана Катакура. После рождения Датэ Масамунэ его отец Датэ Тэрумунэ предложила Ките стать кормилицей и наставницей своего сына. Ёсихимэ, биологическая мать Масамунэ, не желала заботиться о собственном сыне. По слухам она пыталась убить его исходя из политических интересов своей родной семьи ― клана Могами. Личное одиночество помогло Ките стать хорошим опекуном для детей, она оказала сильное влияние на формирование личности и дальнейшие успехи Масамунэ.
Катакура Кита принимала участие во многих политических делах родов Катакура и Датэ. Она была главной сторонницей Датэ Масамунэ в качестве преемника главы клана Датэ. Ёсихимэ же выступала против этого, отдавая предпочтение другому своему сыну. Этот кризис в семье Датэ закончился изгнанием Ёсихимэ и убийством брата Масамунэ.
В 1584 году Масамунэ возглавил клан Датэ. Когда Тоётоми Хидэёси приказал правителям всех кланов прислать свои семьи в качестве заложников в Киото. Кита отправилась туда с Мэгохимэ, женой Масамунэ. Хидэеси был поражён умом и хитростью Киты, он именовал её «сонагон» (титул, которым именовали одного из высших советников императора).
В 1590-х годах, после того как Япония была объединена под началом рода Тоётоми, Кита единолично занималась вопросами, затрагивавшими будущее семьи Датэ. У Хидэеси сложились плохие отношения с кланом Датэ после осады Одавары, Хидэеси попросил Масамунэ отдать свою наложницу ему, но тот отказался. Кита обеспокоилась возможным гневом Хидэеси на Масамунэ и убедила наложницу ответить взаимностью Хидэеси. Один источник сообщает, что, когда разгневанный Масамунэ, недовольный подобным вмешательством, встретил Киту, она спокойно ответила на его возмущение:
Я с радостью умру за то, что так самонадеянно поступила. Возьми мою голову, если она тебя удовлетворит.
Датэ Масамунэ отправил её в изгнание на север своих владений. Хотя она не была прощена в течение нескольких лет, Масамунэ не отменил последствия действий Киты. Она проживала с Катакурой Кагэцуной в замке Сироиси. Она продолжала активно участвовать в политических делах клана Катакура, а её опыт в инженерном деле помог укрепить оборону замка. Кита предложила роду Катакура использовать особо ценные храмовые колокола, которыми владела её семья, в качестве мотива для своего боевого знамени. Чёрный колокольный флаг оставался знаменем Катакуры до 1871 года и служит эмблемой города Сироиси и по сей день.
Катакура Кита умерла в 1610 году, в возрасте 72 лет, в замке Сироиси. Через несколько десятилетий Датэ Тадамунэ, сын Масамунэ, вызвал к себе дальнего родственника Кита, чтобы возложить на него управление кланом Катакура.